# Une poignée de seigle
Une poignée de seigle (titre original : A Pocket Full of Rye) est un roman policier d'Agatha Christie publié le 9 novembre 1953 au Royaume-Uni, mettant en scène Miss Marple. Il est publié en 1954 aux États-Unis et en 1955 en France.
Le titre du roman, A Pocket Full of Rye ou A Pocketful of Rye, provient d'une ancienne comptine anglaise, Sing a Song of Sixpence.
Le roman évoque un triple meurtre (dont un double empoisonnement) commis la même journée. Sa particularité est que la « poignée de seigle » qui donne son titre n'a aucun lien avec les trois meurtres.

## Personnages
- Les victimes
  - Rex Fortescue : la cinquantaine ; riche homme d'affaires (mort empoisonné).
  - Adele Fortescue : la trentaine ; seconde épouse de Rex Fortescue (morte empoisonnée).
  - Gladys Martin : femme de ménage des époux Fortescue (morte étranglée).

- Les enquêteurs
  - Miss Jane Marple.
  - M. Neele : inspecteur de police.
  - M. Hay : sergent de police.
  - Dr Bernsdorff : médecin légiste.

- Les suspects dans la famille
  - Percival Fortescue : la trentaine ; fils ainé de Rex Fortescue.
  - Jennifer Fortescue : épouse de Percival.
  - Lancelot Fortescue : fils cadet de Rex Fortescue.
  - Pat Fortescue : épouse de Lancelot.
  - Elaine Fortescue : fille de Rex Fortescue ; amoureuse de Gerald Wright.
  - Vivian Dubois : amant d'Adele Fortescue.
  - Gerald Wright : petit ami d'Elaine Fortescue.
  - Mme Ramsbottom (ou « tante Effie ») : 75 ans ; sœur de la première épouse de Rex et belle-sœur de celui-ci.

- Les suspects dans le personnel de service
  - Mary Dove : gouvernante des époux Fortescue.
  - Ellen Curtis : femme de chambre des époux Fortescue.
  - M. Crump : majordome des époux Fortescue.
  - Mme Crump : cuisinière des époux Fortescue.

- Autres personnages
  - Helen MacKenzie : la soixantaine ; veuve d'un homme qui jadis fut l'associé de Rex Fortescue.
  - Ruby MacKenzie : fille d'Helen MacKenzie (citée seulement).
  - Albert Evans : petit ami de Gladys Martin (cité seulement).
  - Irene Grosvenor : secrétaire de Rex Fortescue.
  - Mme Griffith : dactylographe à l'entreprise de Rex Fortescue.
  - Mme Somers : dactylographe à l'entreprise de Rex Fortescue.

## Résumé
Le roman comporte 28 chapitres.

### Premier meurtre
Chapitres 1 à 11.
Le 5 novembre, vers 12 h 30, Rex Fortescue est retrouvé mourant dans son bureau après que sa secrétaire lui a apporté son thé. Scotland Yard dépêche immédiatement l'inspecteur Neele et un sergent. Les signes cliniques montrent que Rex Fortescue a été empoisonné à la taxine, poison issu de l’if, et l'on constate que le cadavre porte un veston contenant une poignée de seigle dans une poche. Dans la mesure où le poison met plusieurs heures pour faire effet, le poison a sans doute été administré lors du petit-déjeuner.
Neele se rend alors dans la petite ville fictive de Baydon Heath, au sein du cottage portant le nom de « Yewtree Lodge » (« Le pavillon des ifs »). Il interroge plusieurs membres de la maisonnée. Évidemment, l’épouse de Rex, Adele Fortescue, qui a vingt ans de moins que son mari et qui fréquente un amant, est la suspecte la plus évidente. Un autre suspect est le fils aîné, Percival, absent pour motifs professionnels lors du décès de son père : il serait en froid avec son père. En outre, la fille Elaine en voulait à son père pour son refus de la laisser fréquenter l'homme qu'elle aime.
Mme Dove, la gouvernante, décrit Rex comme « un personnage odieux, prétentieux, tyrannique, foncièrement malhonnête, mais manœuvrant toujours de manière à ne pas tomber sous le coup de la loi ».
Il apparaît que Rex Fortescue avait demandé à son fils cadet, Lancelot, avec qui il était en froid depuis plusieurs années, de revenir à Londres pour être associé aux affaires de la famille. C'est ainsi que, le même jour, Lancelot et son épouse Pat, partis du Kenya, arrivent à l'aéroport londonien.

### Deuxième et troisième meurtres
Chapitres 11 à 14.
Le même jour, en fin d'après-midi, Adele Fortescue est, elle aussi, empoisonnée en buvant son thé et en mangeant ses tartines de miel, qui contenait du cyanure de potassium. L'inspecteur Neele, qui la tenait pour l'empoisonneuse de son époux, est stupéfait. Il l'est encore plus quand, dans la soirée, on découvre le cadavre de Gladys Martin, femme de chambre qui avait préparé le thé d'Adele, étranglée dans l'arrière-cour à l'aide d'un bas en nylon. Sur son nez, on trouve une pince à linge
Dans la soirée et le lendemain matin, l'inspecteur Neele continue les interrogatoires des membres de la maisonnée. Ainsi le fils aîné Percival affirme que son père était devenu instable et était en train de ruiner l'entreprise familiale.
Sur ces entrefaites, Miss Marple débarque dans le domaine familial : la troisième victime, Gladys Martin, avait jadis travaillé chez elle comme femme de ménage. Ayant lu dans le journal du matin une page consacrée à l’assassinat, elle est venue s'enquérir des circonstances du meurtre. Mme Ramsbottom, belle-sœur de Rex, lui propose de dormir dans la vaste propriété, dans une chambre inoccupée. L'inspecteur Neele, dépassé par les événements, accepte l'aide de Miss Marple.
On apprend que la taxine ingérée par Rex était contenue dans la marmelade et que Rex avait été le seul à consommer de la confiture dont le pot avait été ouvert pour lui.
Le surlendemain du triple meurtre, miss Marple a une discussion avec l'inspecteur Neele. La vieille femme lui demande s'il a enquêté « sur les merles ». Face à l'incompréhension du policier, miss Marple chantonne une comptine dont les paroles semblent étrangement correspondre à la présente affaire :
« Une chanson de quatre sous, une poignée de seigle

Et vingt-quatre merles dans un pâté en croûte !

Le pâté ouvert, les oiseaux se mirent à chanter.

Un gentil plat à servir à un roi !

Le roi était dans sa trésorerie, à compter son argent,

La reine chez elle, à se régaler de pain et de miel,

Et la servante pendait le linge dans le jardin

Quand un petit oiseau est venu qui lui a becqueté le nez ! »
Tout y est : le roi (Rex) dans sa trésorerie (bureau directorial), la reine (Adele), avec son pain et son miel, la servante (Gladys Martin) qui pendait le linge dans l'arrière-cour, un oiseau lui a becqueté le nez (pince à linge sur le nez), une poignée de seigle (dans le veston). Miss Marple se demande donc où l'on va trouver, dans cette affaire, « vingt-quatre merles dans un pâté en croûte ».
Neele continue son enquête et interroge Mary Dove, qui lui apprend qu'aux alentours du moment où le meurtre d'Adele Fortescue a été commis, elle avait aperçu un homme rôdant dans le jardin. Il avait la taille de Lancelot Fortescue. Quand il lui demande si elle a entendu particulièrement parler de merles, elle lui rapporte une anecdote : quelques mois auparavant, quatre merles (et non vingt-quatre comme dans la chanson) avaient été déposés sur le bureau de Rex, dans son cabinet de travail. Il avait très peu goûté la plaisanterie, d'autant plus que les merles n'avaient pu être placés là que par quelqu'un de la maisonnée.

### Poursuite de l'enquête
Chapitres 15 à 25.
Neele axe ses recherches sur le mobile des trois meurtres. Si la raison du meurtre de la femme de ménage semble évident (elle avait vu quelque chose ou quelqu'un et le tueur l'a tuée pour l'empêcher de témoigner), le mobile concernant les deux époux Fortescue est plus compliqué. Tout le monde parmi les membres de la famille gagne à leur mort : Percival qui va hériter du domaine, Lancelot qui va avoir droit à sa part d'héritage, Elaine qui va pouvoir épouser son amoureux et percevoir une belle somme d'argent, Vivian Dubois (l'amant d'Adele) qui pourrait obtenir une somme léguée par sa maîtresse. Il examine donc si Rex a testé, en faveur de qui et pour quels montants ; il fait la même chose pour Adele.
Le policier vérifie aussi les emplois du temps de chacun des principaux suspects et tente de déterminer l'identité de la personne que Mary Dove aurait aperçue en fin d'après-midi dans le jardin.
Neele demande aussi aux suspects ce qu'ils savent sur des « merles ». Il a la confirmation de l'anecdote des quatre merles disposés sur le bureau de Rex, mais aussi d'un événement ponctuel où, dans la cuisine des domestiques, quelqu'un avait ouvert des pâtés en croute déjà cuits, y avait enlevé la farce et y avait disposé des merles morts. Lancelot lui rapporte enfin une information concernant la « mine des Merles » située en Afrique orientale, que jadis Rex Fortescue avait tenté d'exploiter avec son associé, M. MacKenzie. Ce dernier était mort des fièvres tropicales et, à l'issue de la concession temporaire qui leur avait été octroyée, Rex était revenu bredouille en Angleterre. La veuve de MacKenzie, Hellen MacKenzie, avait par la suite juré de se venger de Rex et, selon les ragots, avait inculqué à ses deux enfants la haine de la famille Fortescue.
Une nouvelle piste s'ouvre donc à Neele : se pourrait-il que, trente ans après, la vieille MacKenzie ou l'un de ses enfants, désormais adulte, soit venu lancer des menaces voilées à Rex en évoquant des merles (quatre merles sur le bureau, merles dans les pâtés en croûte) afin de le terroriser avant de se venger selon l'ordre indiqué dans la comptine relatée par miss Marple ? L'un de ces enfants MacKenzie serait-il l'un des employés ou l'un des domestiques de la famille ? Neele rencontre Hellen MacKenzie dans un établissement psychiatrique, mais la vieille femme, atteinte d'un début de démence sénile, ne lui est d'aucune aide. Il parvient seulement à obtenir les prénoms de ses deux enfants : le garçon Donald et la fille Ruby. C'est la fille d'Hellen MacKenzie qui est venue voir quelquefois sa mère dans sa maison de retraite, mais elle aurait aujourd'hui changé de prénom. Le policier se demande si Mary Dove ne serait pas, par hasard, Ruby MacKenzie.
Une réunion familiale a lieu pour savoir comment s'entendre sur la répartition des biens et sur les modalités de la succession à venir. Les deux frères Percival et Lancelot s'opposent frontalement. Leurs épouses respectives restent dans une prudente neutralité. Jennifer, l'épouse de Percival, s'ennuie et trouve ses journées trop longues, tandis que Pat, épouse de Lancelot (qui est son troisième mari), ayant toujours vécu dans les colonies ou ex-colonies, n'a pas envie de rester en Angleterre.
Pendant que Neele procède à son enquête officielle, miss Marple, de manière plus souple et tout aussi efficace, fait parler les uns et les autres sur les autres membres de la maisonnée, sur les domestiques, sur leurs caractères respectifs et sur l'histoire de la famille. Miss Marple a compris que l'assassin a eu ce qu'il voulait et qu'il ne commettra plus de meurtres.
Miss Marple et Neele, pour la seconde fois, confrontent les renseignements qu’ils ont obtenus. Miss Marple affirme modestement qu'elle a dénoué les éléments ténébreux de l'affaire et qu'elle sait désormais qui a tué Rex, Adele et Gladys, selon quel enchaînement et pour quels mobiles.

### Dénouement et révélations finales
Chapitres 26 à 28.
Gladys avait été séduite par un dénommé « Albert Evans » quelques mois auparavant. L'homme lui avait promis le mariage et avait évoqué une arnaque commise par Rex Fortescue à son égard. Il avait évoqué la possibilité de créer un « sérum de vérité » et l'avait remis à Gladys. Tombée amoureuse d'Albert, celle-ci l'avait mélangé dans la marmelade de Rex le jour fixé par Albert, et avait placé dans le veston des grains de seigle. Bien évidemment il ne s'agissait pas d'un philtre de vérité mais de la taxine. Et l’homme qui s'était fait passer pour le dénommé Albert n'était autre que Lancelot Fortescue, lorsqu'il était venu une première fois en Angleterre pour y rencontrer son père. Le but de Lancelot était de se venger de son père qui l'avait chassé de la famille, de stopper l'hémorragie financière née des lubies de Rex, mais aussi d'obtenir les droits successoraux sur la mine des Merles, située en un endroit où l'on a récemment découvert de l'uranium. Lancelot avait aussi souhaité la mort de sa belle-mère Adele afin qu'elle n'hérite pas d'une grande partie de la fortune familiale. C'était bien lui que Mary Dove avait aperçu dans le jardin. Enfin il avait étranglé Gladys pour faire taire un témoin à charge. Pour couvrir ces trois meurtres et détourner les soupçons, il avait utilisé la comptine évoquant des Merles, telle que relatée par miss Marple. Toutefois ce n'était pas Lancelot qui avait placé des merles dans le bureau de Rex ni inséré des merles dans les pâtés en croûte.
C'est l'épouse de Percival, Jennifer, en réalité Ruby Mac Kenzie, qui avait fait cela. Elle avait été éduquée par sa mère dans la haine de la famille Fortescue. Etant infirmière , elle avait entendu qu'une de ses amies soignait Percival Fortescue d'une pneumonie. Elle a supplié de prendre la place de son amie pour se venger mais n'a pas  pu le faire. Elle était trop vertueuse pour cela, puis Percival l'a demandée en mariage, étant tombé amoureux d'elle. Et elle a accepté pensant qu'elle pourrait se venger de Rex. Faisant la part des choses, elle n'avait jamais tenté de tuer un quelconque membre de la famille, mais s'était livrée à ces deux mises en scène avec les merles, que seul Rex Fortescue pouvait interpréter et comprendre.
Lors de son premier voyage en Angleterre, Lancelot avait entendu parler de ces canulars et les avait utilisés pour la mise en scène des trois meurtres. L'« affaire criminelle » (les trois meurtres de Lancelot) et « l'affaire des Merles et du Seigle » n'étaient pas liées entre elles et avaient pour origine les comportements de deux personnes (Lancelot, Jennifer) qui avaient des buts différents.
Quand elle rentre chez elle à St Mary Mead, miss Marple découvre que Gladys, peu après la découverte de la mort de Rex, lui avait écrit un courrier afin de solliciter son aide. Elle lui relatait ses tourments psychologiques et la peur qu'elle ait tué son employeur. Elle avait joint à ce courrier une photo où on la voit avec Albert Evans : l'homme qui l'enlace est clairement Lancelot Fortescue. Il s'agit là d'une pièce à charge qui permettra à la justice de le condamner pour le triple homicide.

## Titre
Le titre du roman, A Pocket Full of Rye ou A Pocketful of Rye, provient d'une ancienne comptine anglaise, Sing a Song of Sixpence (en) :
« Sing a song of sixpence,
A pocket full of rye.
Four and twenty blackbirds,
Baked in a pie. »
— Traditionnel, Sing a Song of Sixpence

« Chante une chanson de six pence,
Une poche pleine de seigle.
Quatre et vingt merles noir,
Cuit dans une tourte. »
— Sing a Song of Sixpence
Comme dans Dix Petits Nègres (1939), l'auteur fait correspondre les péripéties de l'intrigue à celles de la comptine.
Apparemment cette comptine était bien connue d'Agatha Christie puisqu'elle lui inspire non seulement le titre de ce roman, mais lui avait déjà inspiré les titres de deux nouvelles policières : Une chanson pour six pence (Sing a Song of Sixpence - 1929) et Le mort avait les dents blanches (Four and Twenty Blackbirds - 1940).

## Éditions
- Éditions anglaises
  - (en) A Pocket Full of Rye, Londres, Collins Crime Club, 9 novembre 1953, 192 p.
  - (en) A Pocket Full of Rye, New York, Dodd, Mead and Company, 1954, 211 p.

- Éditions françaises
  - Une poignée de seigle (trad. Michel Le Houbie), Paris, Librairie des Champs-Élysées, coll. « Le Masque » (no 500), 1955, 255 p. (BNF 31945495)
  - Une poignée de seigle, trad. Michel Le Houbie, Le Club des Masques, n°40, octobre 1989  (ISBN 978-270240006-7).
  - Une poignée de seigle (trad. Jean-Marc Mendel), dans : L'Intégrale : Agatha Christie (trad. de l'anglais, préf. Jacques Baudou), t. 10 : Les années 1953-1958, Paris, Librairie des Champs-Élysées, coll. « Les Intégrales du Masque », 1997, 1245 p. (ISBN 2-7024-2416-3, BNF 35863425)

## Adaptations
- 1983 : Le Secret des merles noirs, film russe de Vadim Derbeniov avec Ita Ever dans le rôle de Miss Marple ;
- 1985 : Une poignée de seigle (A Pocket Full of Rye), téléfilm de la série britannique Miss Marple de BBC One, avec Joan Hickson dans le rôle de Marple ;
- 2005 : A Pocket Full of Rye, feuilleton radiophonique de BBC Radio 4, avec June Whitfield donnant sa voix à Marple.